# Batalla del gra

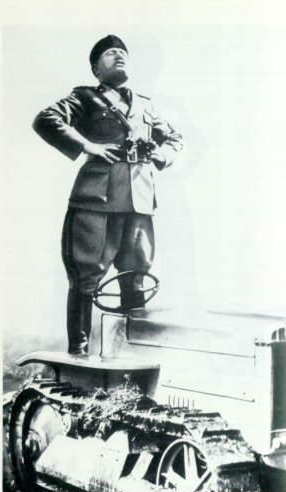
Benito Mussolini en una imatge de propaganda de la batalla del gra.

La batalla del gra va ser una de les quatre batalles econòmiques que van tenir lloc a la Itàlia feixista. Benito Mussolini, per tal d'apropar el país a l'autarquia, va iniciar aquesta acció propagandística i econòmica l'any 1925 per incrementar la producció de blat a Itàlia, reduir el dèficit en la balança comercial i assegurar l'autosuficiència del país.
La primera política aplicada va ser la implementació d'aranzels sobre el pa per tal d'incentivar l'obtenció de blat, que històricament havia depès de les importacions. El govern va oferir ajudes a agricultors per treballar aquests cultius, i en una dècada es va passar a produir de 5,5 milions de tones de blat a 7 milions, reduint les importacions de blat en un 75%. Malgrat que el règim ho va considerar un gran èxit, la batalla del gra va fer decréixer notablement l'exportació d'oli d'oliva, vi i altres fruites; les terres on tradicionalment es conreaven, tot i no ser especialment aptes, es van reconvertir per a la producció de blat. La batalla també va portar a un increment de preus en productes derivats del blat, mentre a la resta de països decreixien.